# Beatriz Flores Silva
Beatriz Flores Silva, née le 7 novembre 1956 à Montevideo, en Uruguay, est une réalisatrice, scénariste, et productrice de cinéma belge et de cinéma uruguayen.

## Biographie
Beatriz Flores Silva est née le 7 novembre 1956 à Montevideo en Uruguay. Elle étudie la réalisation cinématographique obtenant son diplôme à l’Institut des Arts de Diffusion (Louvain-la-Neuve, Belgique), en 1989.
Après deux courts métrages, elle participe du long-métrage collectif Les Sept Péchés capitaux comme réalisatrice, scénariste et productrice. En 1992, elle réalise en Uruguay le téléfilm L'Histoire presque vraie de Pepita la Pistolera. Ce film a établi une norme pour la production audiovisuelle en Uruguay et a gagné plusieurs prix.
Entre 1998 et 2001 elle écrit et réalise le long-métrage Putain de vie, une coproduction entre Belgique, Uruguay, Espagne et Cuba. Sorti en avril 2001, le film a pulvérisé tous les records de box office en Uruguay et a été le premier film soumis par l'Uruguay à la considération de l'Académie pour l'Oscar du meilleur film en langue étrangère à Los Angeles en 2002.

## Filmographie

### Réalisatrice
- 1988 : Le puits (court métrage)
- 1989 : Les lézards (court métrage)
- 1992 : Les Sept Péchés capitaux
- 1993 : L'Histoire presque vraie de Pepita la Pistolera
- 2001 : Putain de vie
- 2008 : Masangeles

### Productrice
- 1992 : Les Sept Péchés capitaux
- 1999 :  El regalo de Gabriela Guillermo (moyen métrage)
- 2001 : Putain de vie
- 2001 : Punto y raya d'Elia Schneider
- 2005 : Candombe de Román Parrado
- 2007 : Fan de Gabriela Guillermo
- 2008 : Masangeles

Flores Silva a été cofondatrice et productrice déléguée (en collectif) de la société coopérative "AA. Les Films Belges" entre 1990 et 1992. Elle a fondé et a dirigé sa propre maison de production, BFS Producciones.

### Scénariste
- 1988 : Le puits (court métrage)
- 1989 : Les lézards (court métrage)
- 1992 : Les Sept Péchés capitaux
- 1993 : L'Histoire presque vraie de Pepita la Pistolera
- 2001 : Putain de vie
- 2002 : Gómez y yo
- 2008 : Masangeles